# Милен Любенов
Милен Тодоров Любенов е български политолог. Доцент по политология в СУ „Св. Климент Охридски“

## Биография
Роден е на 7 март 1978 г. в Кюстендил. Завършва икономически техникум в родния си град и политология в Софийския университет. От 2006 г. е преподавател в катедра „Политология“ на Софийския университет „Св. Климент Охридски“. Доцент по политология. Защитава докторска дисертация на тема „Българската партийна система: групиране и структуриране на партийните предпочитания (1990-2005)“. Специализира европейски партии и партийни системи в Холандия (Vrije University Amsterdam)
От 2018 г. е член на Управителния съвет на Българската асоциация за политически науки.

### Политика
В периода 13 март 2012 – 21 януари 2017 г. е секретар по вътрешна политика на президента на Република България. Председател е на Комисията по наименуване на обекти с национално значение и населени места към държавния глава в мандата на президента Росен Плевнелиев. 